# Szósta klepka
Szósta klepka – pierwszy tom z cyklu Jeżycjada autorstwa Małgorzaty Musierowicz. Książka wydana w roku 1977. Miejscem powstania książki, jak i miejscem akcji powieści, jest Poznań. Autorka stworzyła w niej obraz ciepłej, pełnej miłości rodziny, która mimo konfliktów potrafi się wzajemnie wspierać w trudnych chwilach, i pokazała, że więzi rodzinne to prawdziwy skarb, dający człowiekowi poczucie bezpieczeństwa i pewności siebie.

## Krótko o treści
Główną bohaterką powieści jest Celestyna Żak, nastolatka, która wciąż musi pokonywać przeciwności losu. Na szczęście wrodzone poczucie humoru pozwala jej skutecznie stawiać czoło kolejnym wydarzeniom, których nie brakuje zarówno w domu, jak i w szkole. Żakowie prowadzą dom otwarty, w którym zawsze dzieje się coś ciekawego, głównie za sprawą znajomych prowadzącej bujne życie towarzyskie studentki Julii. Z kolei w szkole nauczyciel języka polskiego nakazuje Cesi zaopiekować się koleżanką z klasy, bujającą w obłokach Danusią, i pomóc jej poprawić fatalne oceny.

## Główna bohaterka
Celestyna Żak – zdrobniale Cesia, w domu zwana żartobliwie Cielęciną. Dziewczyna o zielonych oczach i pięknych, złotych włosach. Objuczona kompleksami nie zauważa swoich kobiecych atutów. Dziewczyna zdolna, inteligentna, oczytana, ale zakompleksiona na punkcie swojej urody i zawsze pozostająca w cudzym cieniu: w szkole – efektownej przyjaciółki Danusi, a w domu – starszej siostry Julii. Cesia kocha ogromnie swoją rodzinę, która jednak często nadużywa jej umiejętności wyczuwania potrzeb innych ludzi i chęci ich zaspokajania. Na barkach nastolatki spoczywa coraz więcej obowiązków, w tym m.in. kąpiele małej Irenki i podawanie jej odpowiednio spreparowanej herbatki z koperku włoskiego. Profesor Dmuchawiec dokłada Cesi kolejne zobowiązanie: chce, aby Cielęcina wyciągnęła Dankę Filipiak z dwój, co wydaje się raczej niemożliwe przy uporze oraz lenistwie dziewczyny. Cesia bardzo interesuje się medycyną, pragnie zostać lekarzem – kiedy Bobcio ma jakieś krosty, od razu rozpoznaje u niego różyczkę. Cielęcina jest konsekwentna w swoim działaniu. Na początku zauroczona przystojnym kolegą Julii – Brodaczem, później zaczyna odwzajemniać uczucia Jerzego Hajduka.

## Pozostali bohaterowie
- Krzysztof Żak (Żaczek, Pan Żak) – ojciec Cesi. Pracuje w zakładach Cegielskiego. Próbuje wychować Julię na porządnego człowieka, zbytnio mu się to nie udaje. Jest serdeczny, ciepły.

- Irena Żak – matka Cesi, artystka. Jest ładną kobietą. Na jej cześć Krystyna nazywa swoje dziecko Irenką. Jest to osoba ciepła, serdeczna oraz przyjazna. Lubi tworzyć różne dzieła, takie jak gliniane cukierniczki w kształcie hipopotamów.

- Żak (Dziadek) – dziadek Cesi (ojciec Żaczka i Wiesi), od dwóch lat na emeryturze, studiujący literaturę w porządku alfabetycznym autorów. Jego ulubiony dowcip brzmi: „A ze wszystkich łakoci najbardziej lubię boczek”. Jest zrzędliwy, złośliwy, ale inteligencji, poczucia humoru czy błyskotliwości mu nie brakuje. Przed pójściem na emeryturę był inżynierem.

- Julia Żak – starsza siostra Cesi, piękna studentka PWSSP, wymigująca się od domowych obowiązków. Przełom następuje, kiedy poznaje Tola, w którym się zakochuje. Interesuje się poważnie sztuką.

- Wiesława Górska z domu Żak (Ciocia Wiesia) – matka Bobcia, siostra Żaczka, po rozwodzie wróciła do rodzinnego domu, przejmując na siebie część obowiązków.

- Florian Górski (Bobcio, w późniejszych książkach z serii znany jako Baltona) – kuzyn Cesi, ciekawy świata sześcioletni chłopiec mający najdziwniejsze pomysły i z upodobaniem zadający dorosłym kłopotliwe pytania. Wujek Żaczek traktuje go jak własnego syna. Jego największym autorytetem i przyjacielem jest sąsiad Nowakowski.

- Danuta Filipiak (Danusia, Filipiakówna) – koleżanka Cesi z klasy, która notorycznie spóźnia się do szkoły i nie chce się uczyć. Pisze wiersze. Jest leniwa. Kiedy okazuje się, że profesor Dmuchawiec chce, aby Cesia pomogła Dance wyciągnąć się z dwój, ona całkowicie to lekceważy.

- Jerzy Hajduk – kolega Cesi z klasy, zafascynowany fizyką i podczytujący pod ławką Wykłady z fizyki Feynmana na zmianę z „Przeglądem Sportowym”. Jerzy jest zafascynowany Cesią, która uważa, że jest inaczej. Piekielnie zdolny, inteligentny chłopak, który chce studiować fizykę lub astronomię. Jest cynikiem, w przeciwieństwie do reszty klasy Ib nie boi się powiedzieć w twarz profesorowi Dmuchawcowi, co sądzi o jego metodach wychowawczych.

- Paweł Nowacki (Pawełek) – przystojny kolega z klasy Cesi, chodzi z Danusią, lecz bardzo często się kłócą.

- Zygmunt (Brodacz) – przystojny kolega Julii ze studiów, zauroczony Cesią; nie lubi histeryczek ani scen na ulicy.

- Profesor Czesław Dmuchawiec – nauczyciel języka polskiego, wychowawca klasy Ib. Uważa, że powinien pomóc swoim uczniom przetrwać wiek dojrzewania, stara się ich lepiej poznać (m.in. poprzez ankiety).
- Anatol Kołodziej (Tolek, Tolo) – narzeczony Julii.
- Krystyna – koleżanka Julii, pod koniec ciąży zamieszkała u Żaków i tu urodziła córkę Irenkę.
- Wojtek – kolega Julii, mąż Krystyny, tata Irenki, po jej narodzinach zamieszkał z żoną i córką u Żaków.
- Irenka – córka Krystyny i Wojtka, urodzona w domu Żaków pod nieobecność Wojtka, nazwana Ireną na cześć mamy Żakowej.
- Nowakowski - ośmioletni syn sąsiadów Żaków, przyjaźni się z Bobciem. Żaczek uważa, że ma on bardzo zły wpływ na jego siostrzeńca.